# Perasia flexa
Perasia flexa là một loài bướm đêm trong họ Noctuidae.